# 入間人間
入間人間（1986年—），日本輕小說作家，出身於岐阜縣。

## 人物
入間人間唸大學時，以參加2006年第13屆電擊小說大獎但未得獎的作品《說謊的男孩與壞掉的女孩》於2007年出道。當時投稿的原題為「幸福的背景是不幸」，後來成為小說第一冊副標題。
接受採訪時提到，作品的風格是受到西尾維新、乙一、米澤穗信這些作家的影響，而在描寫的方式上受到伊坂幸太郎、上遠野浩平的影響。
他會在小說裡引用許多遊戲、小說、漫畫等其他作品。

## 作品

### 出版書籍
- 電擊文庫
  - 說謊的男孩與壞掉的女孩（2007年6月－2017年6月，全11卷＆『i』，台灣角川代理）
  - 電波女&青春男（2009年1月－2011年4月，全8卷＆SF版，台灣角川、天闻角川代理）
  - （2010年5月，以“越前魔太郎”[註 1]名義）
  - 多摩湖&黃雞（2010年7月，台灣角川代理）
  - 蜥蜴王（2011年7月－，已發售5卷，台灣角川代理）
  - 6天6人6把槍（2012年8月－2016年1月，全3卷，台灣角川代理）
  - 安達與島村（2013年3月－，已發售11卷&「SS」&「99.9」，台灣角川代理）
  - 無限迴圈遊戲（2013年5月－，已發售2卷，台灣角川代理）
  - 輕飄飄少女從天而降（2014年4月，台灣角川代理）
  - 虹色異星人（2014年11月，台灣角川代理）
  - （2015年4月）
  - 美少女乃求斬之道（2015年8月－，已發售1卷，台灣角川代理）
  - 妹妹人生（2016年7月－9月，全2卷，台灣角川代理）
  - 在世界終焉的花園（2018年9月）
  - 終將成為妳 關於佐伯沙彌香（2018年11月－2020年3月，全3卷，台灣角川代理）
  - （2019年9月）
  - 最後的藍（2020年12月，台灣角川代理）
  - 那个与人拥吻的女孩是我的初恋（2022年1月－12月，全3卷）

- 電擊入間文庫
  - 新世界（日语：アラタなるセカイ）[註 2]（2012年10月）

- 單行本
  - 我的小規模奇蹟（2009年10月，ASCII Media Works）
  - 孤立者（2010年11月，ASCII Media Works）
  - 週末就要到來！ 啦啦啦終末論 I（2015年12月，KADOKAWA，台灣角川代理）
  - 我們的16位元戰爭 啦啦啦終末論 II（2016年10月，KADOKAWA，台灣角川代理）

- MediaWorks文庫
  - 偵探・花咲太郎系列
    - （2009年12月）
    - （2010年2月）

  - 六百六十円的實情（2010年5月，台灣角川代理）
  - 笨蛋全裸向前衝（2010年8月，台灣角川代理）
  - 我的小規模奇蹟（2011年5月，台灣角川代理）
  - 笨蛋全裸向前衝Ver 2.0（2011年9月）
  - 昨日也曾愛著他（2011年11月，台灣角川代理）
  - 明日仍將戀上他（2011年12月，台灣角川代理）
  - 時間遺落之物（2012年1月）
  - 愛上她的12種方法（2012年8月，台灣角川代理）
  - 唯一的心願（2012年11月）
  - 尋覓眼中的妳（2013年9月，台灣角川代理）
  - 我的小規模自殺（2013年12月，台灣角川代理）
  - （2014年3月）
  - （2014年7月）
  - 神的垃圾桶（2015年2月，台灣角川代理）
  - 孤立者（2015年4月）
  - （2016年5月）
  - 少女妄想中（2017年2月，台灣角川代理）
  - 無法成為神明的少女（2017年8月，台灣角川代理）
  - 另一段生命 (2017年12月，台灣角川代理）
  - 另一位魔女 (2018年4月，台灣角川代理）
  - 说谎的男孩与坏掉的女孩 完全版 幸福的背景是不幸 (2023年3月）

### 其他短篇
- 選集收錄作品
  - （2010年12月）（《19 - Nineteen》收錄）
- 於《電擊文庫MAGAZINE》發表且未收錄于出版書籍中的短篇
  - （Vol.2，2008年6月發售）
  - （增刊，2008年9月發售）- 原作：史克威爾艾尼克斯《LIVE A LIVE》
  - （Vol.8，2009年6月發售）
  - （Vol.9，2009年8月發售）
  - （Vol.14，2010年6月發售）
  - （Vol.15，2010年8月發售）
  - （Vol.16，2010年10月發售）
  - （Vol.17，2010年12月發售）
  - （Vol.18，2011年2月發售）
  - （Vol.23，2011年12月發售）
  - （Vol.24，2012年2月發售）
  - （Vol.25，2012年4月發售）
  - （Vol.26，2012年6月發售）
  - （Vol.26，2012年6月發售）
  - （Vol.26，2012年6月發售）
  - （Vol.27，2012年8月發售）
  - （Vol.31，2013年4月發售）
  - （Vol.32，2013年6月發售）
  - （电子限定号 Vol.1、2014年3月發售）
  - （Vol.37，2014年4月發售）
  - （电子限定号 Vol.2、2014年5月發售）
  - （Vol.44，2015年6月發售）
  - （Vol.48，2016年2月發售）
  - （Vol.48，2016年2月發售）
  - （Vol.49，2016年4月發售）
  - （Vol.50，2016年6月發售）
  - （Vol.51，2016年8月發售）
  - （Vol.52，2016年10月發售）
  - （Vol.52，2016年10月發售）
  - （Vol.54，2017年2月發售）
  - （Vol.56，2017年6月發售）
  - （Vol.58，2017年10月發售）
  - （Vol.59，2017年12月發售）
  - （Vol.61，2018年4月發售）
  - （Vol.62，2018年6月發售）
  - （Vol.62，2018年6月發售）
  - （Vol.63，2018年8月發售）
  - （Vol.69，2019年10月發售）
- 於早稻田文學增刊《wasebun U30》發表
  - （2010年2月發售）
- WEB小說（公式網頁發表）
  - （2011年10月25日-）
  - LZEEHLN（2012年2月24日-）
  - N743327（2012年6月26日-）
  - 六百六十円的事後（2011年10月2日-2012年4月25日；共4話）
  - （2012年1月25日）
  - （2012年8月24日）
  - （2012年9月25日）
  - （2012年11月26日）
  - （2012年12月25日）
  - （2013年1月25日）

### OVA
- 新世界（日语：アラタなるセカイ）[註 2]（原作・脚本）

### 漫画
- 新世界（日语：アラタなるセカイ）[註 2]（原作）

### 音樂
- 新世界（日语：First Touch）（作词）
  - 动画《新世界（日语：アラタなるセカイ）》主题曲，演唱：河野万里奈、作曲・編曲：神前暁（MONACA）

## 備註
1. ↑  “越前魔太郎”为入间人间、舞城王太郎、相生生音（日语：相生生音）、折口良乃（日语：折口良乃）、秋田禎信、乙一、御影瑛路（日语：御影瑛路）、新城十马（日语：新城カズマ）这八名作者的共用笔名。
2. 1 2 3  漫画《新世界》（过去篇）、小说《新世界》（现在篇）、动画《新世界》（未来篇）共同组成入间人间出道五周年纪念作品，并捆绑作为“新世界 COMPLETE BOX”发售。

## 外部連結
- 入間の間 （页面存档备份，存于）（官方網頁，已于2021年4月关闭）
- 電撃文庫＆電撃文庫MAGAZINE，電擊文庫網站上的介紹 （日語）
- 「私の電撃体験」第17回  （页面存档备份，存于）